# Rudolf I. z Lichtenštejna
Rudolf z Lichtenštejna-Frauenburgu (německy Rudolf von Liechtenstein Herr zu Liechtenstein und Frauenburg, † 1343 ) byl rakouský šlechtic z rodu Lichtenštejnů, pán na Liechtensteinu a Frauenburgu v Rakousích. V listinách je zmíněn v roce 1291.

## Život

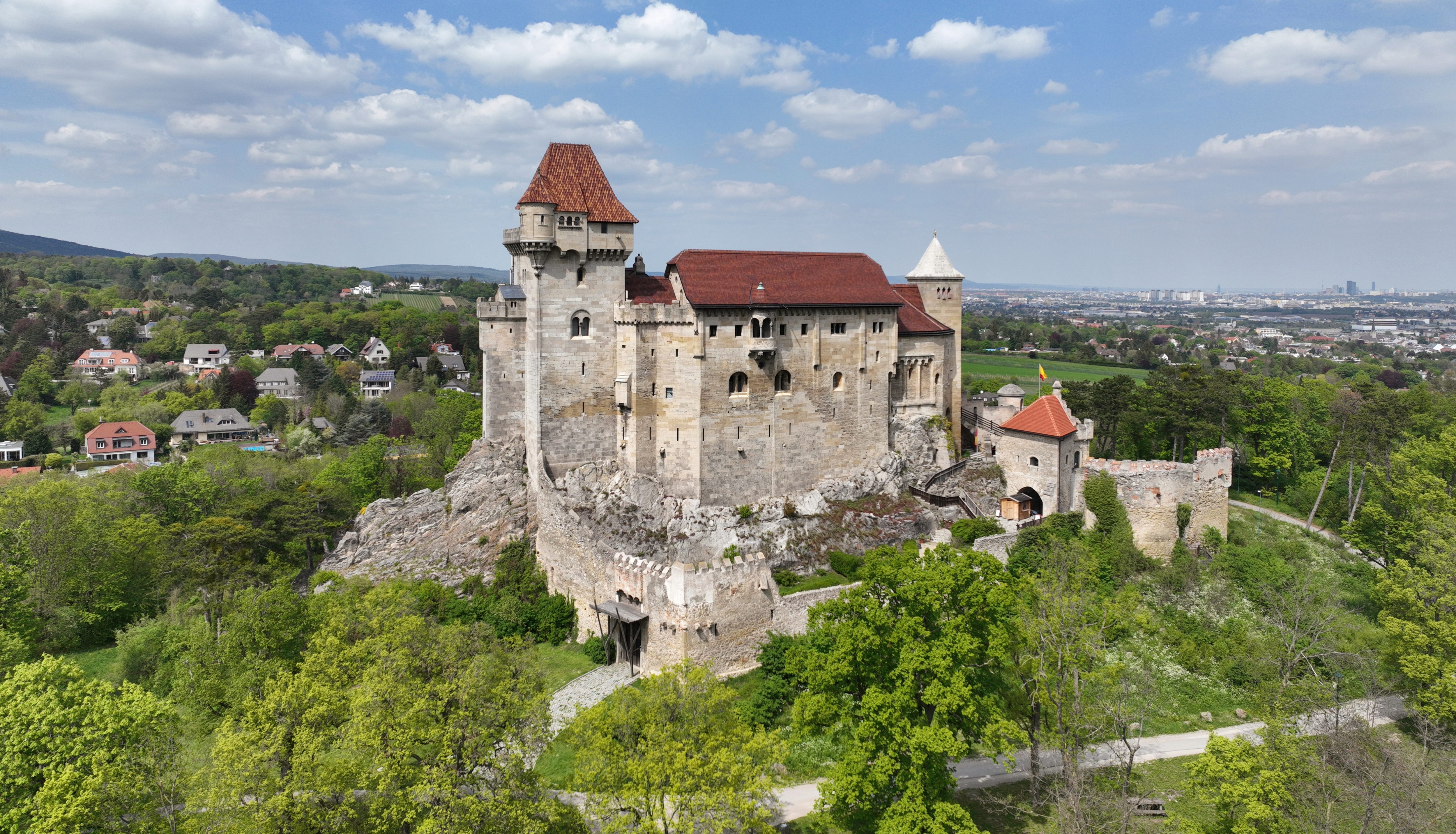
Hrad Liechtenstein, Dolní Rakousy

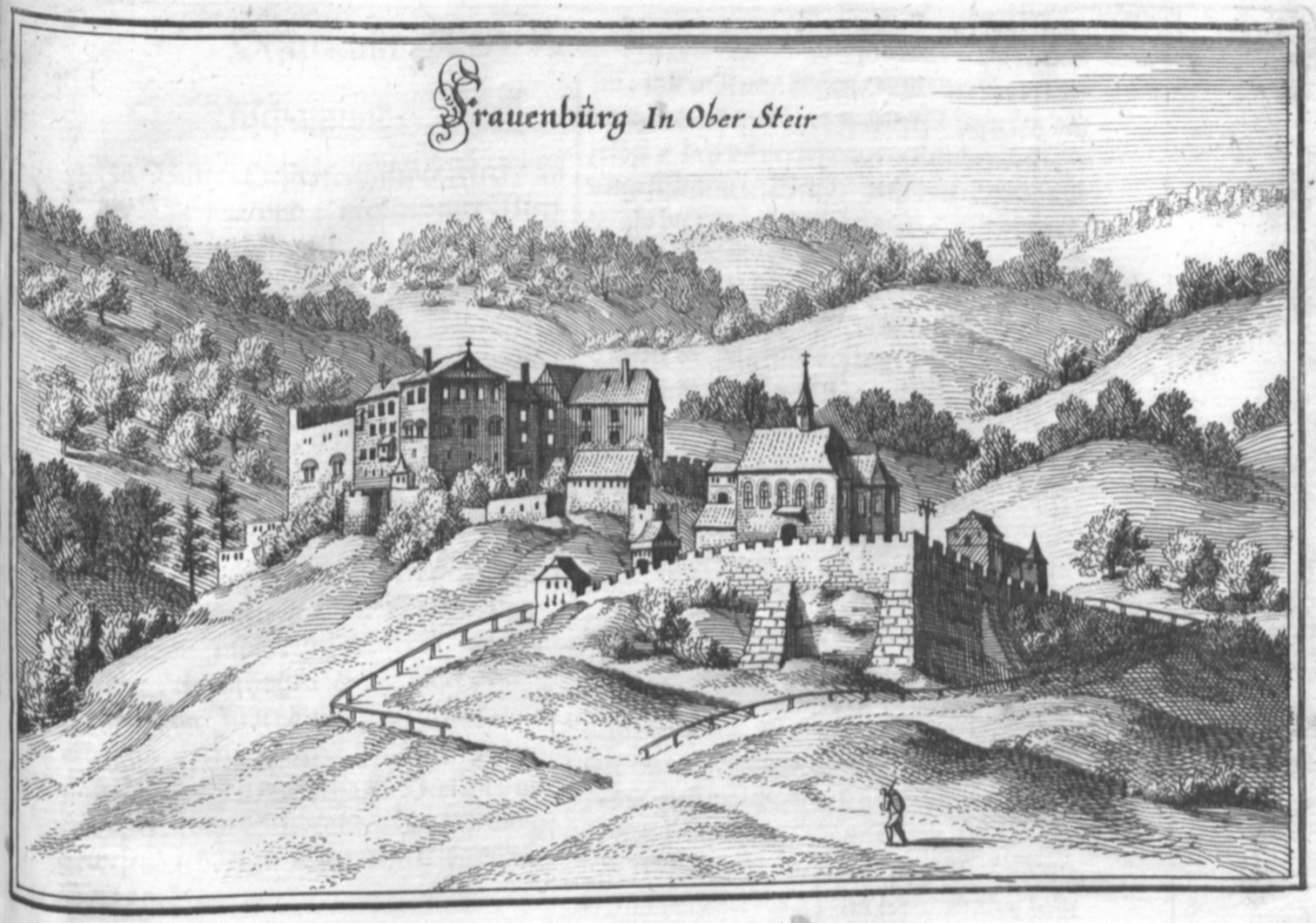
Frauenburg (1679)

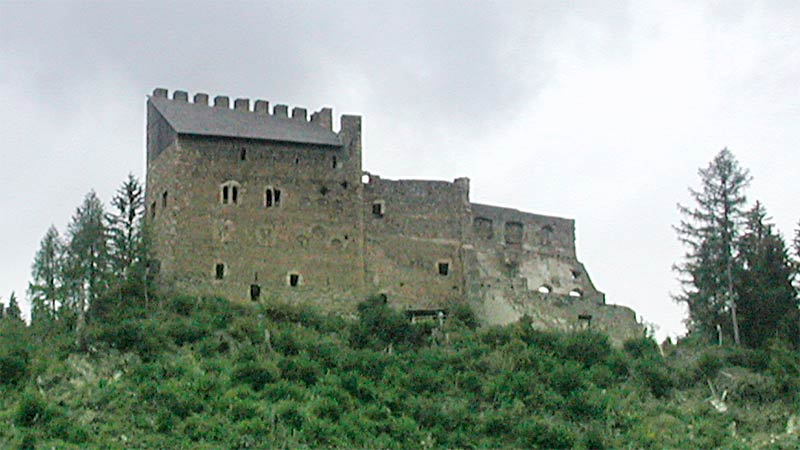
Zbytky hradu Frauenburg

Narodil se jako syn Oty III. (II.) z Lichtenštejna, svobodného pána z Murau a Frauenburgu († 24. listopadu 1311) a jeho první manželky Anežky z Wildonu († 1260), dcery Leutholda z Wildonu († 1294) a Anežky z Trabergu /Trixenu/ († 1278). Byl vnukem minesengra Oldřicha z Lichtenštejna († 1275) a Perchty z Weitzensteinu († asi 1277). 
Měl bratra Otu IV. „mladšího“ z Lichtenštejna († 19. května 1340), pána na Murau a nevlastní sestru Kunkutu z Lichtenštejna († 12. července 1299), provdanou za Hartnýda III. Ptujského († asi 1316).
Jeho otec Ota III. se podruhé oženil před rokem 1260 s Dimutou z Lichtenštejna-Mikulova († po roce 1265), dcerou Jindřicha I. z Lichtenštejna, a potřetí po roce 1265 s Adelheid z Pottendorffu. 
Ota s dalšími šlechtici doprovázel v letech 1267-1268 ze Štýrska českého krále v bojích proti Prusku a později vojensky pomohl Habsburkům.
Jeho děd Oldřich z Lichtenštejna, známý jako minesengr, vybudoval hrad Frauenburg a kolem roku 1232 první etapu hradu v Obermurau.
V roce 1312 rod Lichtenštejnů se rozdělil na dvě linie, frauenburskou a murauskou. Murauská větev získala velký majetek v Korutanském vévodství, kde také zastávala úřad maršála.

## Manželství a rodina
Rudolf z Lichtenštejna byl ženatý s Alžbětou z Walsee († 1326). Manželé měli několik dětí:  
- Ondřej z Lichtenštejna († asi 1400), ženatý 1345 s Anežkou z Kuenringu († 8. ledna 1359), dcerou Leutholda I. z Kuenringu, pána z Dürnsteinu a Weitry († 1312) a Anežky II. z Tübingenu († asi 1341), dcery hraběte Oldřicha I. z Tübingen-Aspergu († 1283) a jeho ženy Alžběty z Fehringenu († 1264).
- Jan I. z Lichtenštejna-Murau († 19. května 1395), pán na Liechtensteinu, Murau a Gmünd-Pibersteinu, ženatý s Annou Ptujskou († 1377), dcerou Herdegena I. Ptujského, maršála Štýrska († 1352 ) a hraběnky Clara de Gorizia
- Alžběta z Lichtenštejna († s. 1349), provdaná mezi 1. květnem a 11. listopadem 1333 za hraběte Bedřicha ze Steubenbergu († 1371), kteří měli syna Jakuba.